# Warren Weaver
Warren Weaver (Reedsburg, 17 luglio 1894 – New Milford, 24 novembre 1978) è stato uno scienziato e matematico statunitense.
È generalmente considerato uno dei padri della traduzione automatica, ma ha svolto anche un importante ruolo nella divulgazione della ricerca scientifica negli Stati Uniti.

## Biografia
Warren Weaver conseguì tre lauree presso l'Università del Wisconsin-Madison: una laurea in scienze nel 1916, una laurea in ingegneria civile nel 1917 e un PhD nel 1921. In seguito divenne ricercatore di matematica presso il Throop College di Pasadena (successivamente denominato California Institute of Technology). Durante la prima guerra mondiale svolse il servizio di leva nell'aviazione militare americana come sottotenente. Nel dopoguerra, dal 1920 al 1932, tornò a insegnare matematica all'Università del Wisconsin-Madison . Pochi anni dopo la laurea magistrale, si sposò con Mary Hemenway, una compagna di università, da cui ebbe un figlio, Warren Jr., e una figlia, Helen.
Dal 1932 al 1955, divenne direttore della divisione di scienze naturali della Fondazione Rockefeller e fu anche consulente scientifico (1947-1951), amministratore (1954) e vicepresidente (dal 1958) dello Sloan-Kettering Institute for Cancer Research. Le ricerche più importanti condotte da Weaver vertevano sulle questioni riguardanti un approccio scientifico alla comunicazione, la teoria della probabilità e lo studio della statistica. Alla Fondazione Rockefeller si occupava di far approvare sovvenzioni per i più importanti progetti di ricerca d'ingegneria molecolare, di genetica, di ricerca medica e d'agraria (soprattutto per quanto riguardava la creazione di nuove varietà di grano e di riso).
Durante la guerra, fu appoggiato da questa fondazione per dirigere l'Applied Mathematics Panel, una sezione dell'Office of Scientific Research and Development degli Stati Uniti, dove coordinò il lavoro di centinaia di matematici nella ricerca operativa. In questo modo, Weaver acquisì familiarità con lo sviluppo dei calcolatori e con l'applicazione efficace di tecniche matematiche e statistiche alla crittografia. Nel 1949 pubblicò assieme a Claude Shannon un'opera che è considerata la pietra miliare degli studi sulla comunicazione: il Modello di Shannon-Weaver, conosciuto anche come Teoria matematica della comunicazione (Urbana, University of Illinois Press). Mentre Shannon si occupò principalmente degli aspetti tecnici di questo modello matematico, Weaver mise l'accento sulle implicazioni filosofiche del saggio curato da Shannon.
Assieme a Max Mason, fu autore del libro The Electromagnetic Field, pubblicato nel 1929 dalla University of Chicago Press.

## Il Memorandum sulla "traduzione"
Fu in una lettera del marzo 1947 indirizzata a Norbert Wiener, padre della cibernetica, che Warren Weaver accennò per la prima volta alla possibilità di usare un computer per tradurre testi da una lingua naturale ad un'altra. Nei due anni seguenti, lo studioso fu esortato dai colleghi della Fondazione Rockefeller a sviluppare l'idea. Il risultato fu la stesura di un memorandum, intitolato semplicemente Traduzione, scritto nel luglio 1949 a Carlsbad, nel New Mexico.
Considerato come lo scritto probabilmente più rilevante alle origini della traduzione automatica, il memorandum di Weaver definì una serie di obiettivi e metodi ben prima che si avesse un'idea delle potenzialità di un computer, e stimolò la ricerca dapprima in modo diretto negli Stati Uniti e più tardi in modo indiretto nel resto del mondo. L'interesse suscitato all'epoca dalla pubblicazione è da attribuire non soltanto all'universale riconoscimento delle abilità matematiche e di programmazione di Weaver, ma anche, e forse ancor più, all'ascendente che lo scienziato esercitò sui massimi livelli del governo statunitense.
Il memorandum sulla traduzione automatica fu concepito più per proporre metodi di ricerca proficui che per prestarsi a una semplicistica e limitante interpretazione letterale. Lo studioso propose di affrontare la questione da quattro punti di vista: il problema della polisemia poteva essere affrontato attraverso l'esame immediato del contesto; si poteva assumere che nella lingua ci sono sempre elementi logici; si poteva ipotizzare la possibilità di applicare alla traduzione i metodi della crittografia e, infine, si poteva sostenere che per la traduzione sono fondamentali gli universali linguistici.
Nel concludere il memorandum, Weaver sostenne la veridicità del quarto punto ricorrendo a una delle più note metafore della letteratura sulla traduzione automatica: «Pensate, per analogia, a individui che vivono in una serie di alte torri chiuse, tutte erette su una base comune. Quando questi individui cercano di comunicare tra loro urlano in tutte le direzioni, ognuno rinchiuso nella sua torre: è difficile far penetrare il suono, anche nella torre più vicina, e la comunicazione procede a stento. Ma quando uno dei soggetti scende dalla sua torre, si trova su una grande base aperta, comune a tutte le torri. Qui stabilisce facili e utili comunicazioni con le altre persone che sono scese dalle rispettive torri».

## Il sostegno alla scienza
Warren Weaver capì presto quanto efficacemente gli strumenti e le tecniche della fisica e della chimica potessero far avanzare la conoscenza dei processi biologici, e si servì della sua posizione in seno alla Fondazione Rockefeller per identificare, sostenere e incoraggiare giovani scienziati che anni dopo avrebbero ricevuto il premio Nobel e altri riconoscimenti per il loro contributo alla genetica o alla biologia molecolare.
Lo studioso fu impegnato in prima persona nella valorizzazione della divulgazione scientifica. Nel 1954 divenne presidente dell'American Association for the Advancement of Science e nel 1955 ne diresse il consiglio di amministrazione. Sedette in numerose commissioni, e nel 1951 fu il principale firmatario della Dichiarazione di Arden House, enunciazione di princìpi e guida alla definizione di obiettivi, progetti e procedure dell'Associazione. Nel 1957 Weaver ricevette la Public Welfare Medal dalla National Academy of Sciences.. Nel 1965 fu il primo a ricevere l'Arches of Science Medal per l'eminente contributo dato alla divulgazione della scienza e per gli stessi motivi, nello stesso anno, l'UNESCO gli attribuì il premio Kalinga.

## Altre attività
Warren Weaver era affascinato da Le avventure di Alice nel Paese delle Meraviglie di Lewis Carroll. Nel 1964, dopo aver raccolto 160 versioni del romanzo in 42 lingue, scrisse un libro sulla storia della traduzione di quest'opera, intitolato Alice in many tongues: The translations of Alice in Wonderland. Tra i vari argomenti trattati, si trovano anche estratti della corrispondenza commerciale di Lewis Carroll (pseudonimo del Reverendo Charles Dodgson), che affrontano il problema dei diritti d'autore e delle autorizzazioni alla riproduzione, in considerazione del fatto che la fama di Alice nel Paese delle Meraviglie stava crescendo a dismisura in tutto il mondo.
Con la sua impostazione scientifica, applicata anche all'ambito letterario, Weaver concepì uno schema per valutare la qualità delle traduzioni e l'applicò ai nonsensi, i giochi di parole e i ribaltamenti della logica comune che caratterizzano la scena del pazzo ricevimento del tè.
Tra le varie conoscenze di Weaver, troviamo una lista consistente di collaboratori che lo aiutarono nel lavoro di valutazione, tra cui l'antropologa Margaret Mead (per l'analisi della traduzione nel Pidgin del Pacifico Meridionale), Teddy Kollek, che per molti anni fu sindaco di Gerusalemme, e lo svedese Hugo Theorell, premio Nobel per la medicina.